# 佩吕斯
佩吕斯（法語：Peyrusse，法語發音：[peʁys]）是法国康塔尔省的一个市镇，属于圣弗卢尔区。

## 地理
佩吕斯（45°12'8"N, 3°1'43"E）面积29.26 平方千米，位于法国奥弗涅-罗讷-阿尔卑斯大区康塔爾省，该省份为法国中南部省份，位于法國中央高原中心，北起科雷兹省、上盧瓦爾省和多姆山省，西接洛特省和科雷兹省，南至阿韦龙省和洛特省，东临上盧瓦爾省和洛泽尔省。
与佩吕斯接壤的市镇（或旧市镇、城区）包括：阿朗什、博纳克、沙尔芒萨克、费里耶尔-圣玛丽、茹尔萨克、莫莱德、莫隆皮兹、圣阿娜斯塔西。
佩吕斯的时区为UTC+01:00、UTC+02:00（夏令时）。

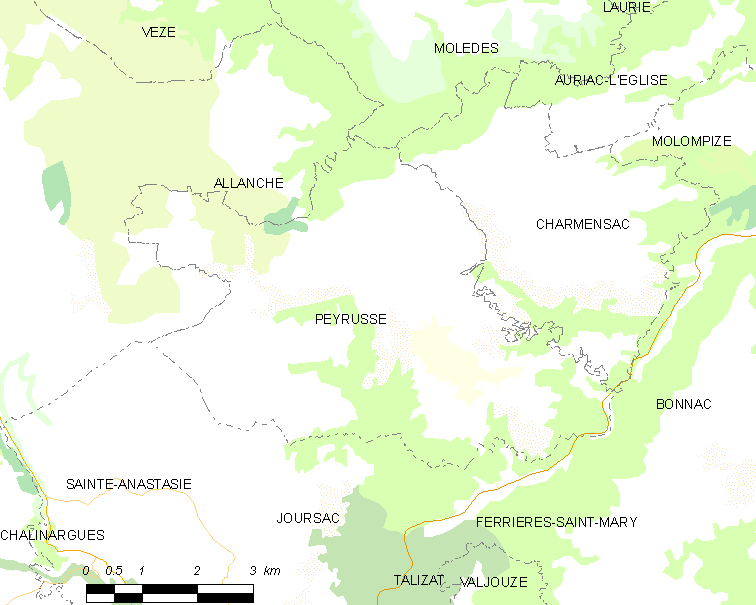
佩吕斯的OSM定位图

## 行政
佩吕斯的邮政编码为15170，INSEE市镇编码为15151。

## 政治
佩吕斯所属的省级选区为米拉县。

## 人口

1962-2008年间佩吕斯人口变化图示

佩吕斯于2022年1月1日时的人口数量为141人。